# Pierre Denys de La Ronde
Pierre Denys de la Ronde (1631-1708) fut l'un des premiers colons du Québec, il fut un marchand et un seigneur.
Parmi ses initiatives économiques, on compte la première industrie de pêche en Nouvelle-France (actuelle province de Québec au Canada).

## L'établissement de la pêche à L'Isle Percée
Au printemps de 1673, Pierre Denys de la Ronde arrive à l’Îsle Percée (Gaspésie) avec sept engagés. Il établit ses quartiers d’hiver à la Baye des Molues à l’entrée du barachois de Malbaie et il construit des installations saisonnières à Percé.
En 1676, ses associés, Bazire et Aubert de La Chesnaye, se retirent de l’entreprise lui réclamant un remboursement de 13 029 livres 4 sols 5 deniers. Pierre Denys de la Ronde demande alors un soutien financier au roi de France, lui expliquant dans un long mémoire les avantages que peut susciter un établissement de pêche permanente en Nouvelle-France. Il souhaite entre autres, obtenir
- 20 000 livres la première année pour démarrer l’entreprise ;
- 10 000 livres pour soutenir les frais d’opérations les deux années subséquentes ;
- finalement un navire de 200 à 300 tonneaux pour ces trois années.

Il pense qu'après trois ans l’entreprise sera rentable.
Bien que le ministre Colbert refusât sa demande, il lui accorda quand même le privilège de transporter de l’Anjou et de la Touraine, sans droit de sortie, tous les vins et eaux-de-vie nécessaires à son établissement et le droit d’approvisionner Québec avec ses produits.
Dès 1677, la situation de la seigneurie de Pierre Denys de La Ronde était devenue tellement difficile qu'il céda la majorité de la seigneurie à Jacques Leber, un riche marchand de Montréal.
Sa fille, Marie-Angélique Denys, maria Charles Aubert de la Chesnaye, l'homme le plus riche de Nouvelle-France à  l'époque.

## Hommages
Une avenue a été nommée en son honneur, en 1923, dans la ville de Québec.